# Funeral de Estado de Victoria del Reino Unido
El funeral de Estado de Victoria del Reino Unido, Irlanda y emperatriz de la India, tuvo lugar el 2 de febrero de 1901, tras su muerte el 22 de enero. Fue una de las mayores reuniones de la realeza europea.

## Descripción

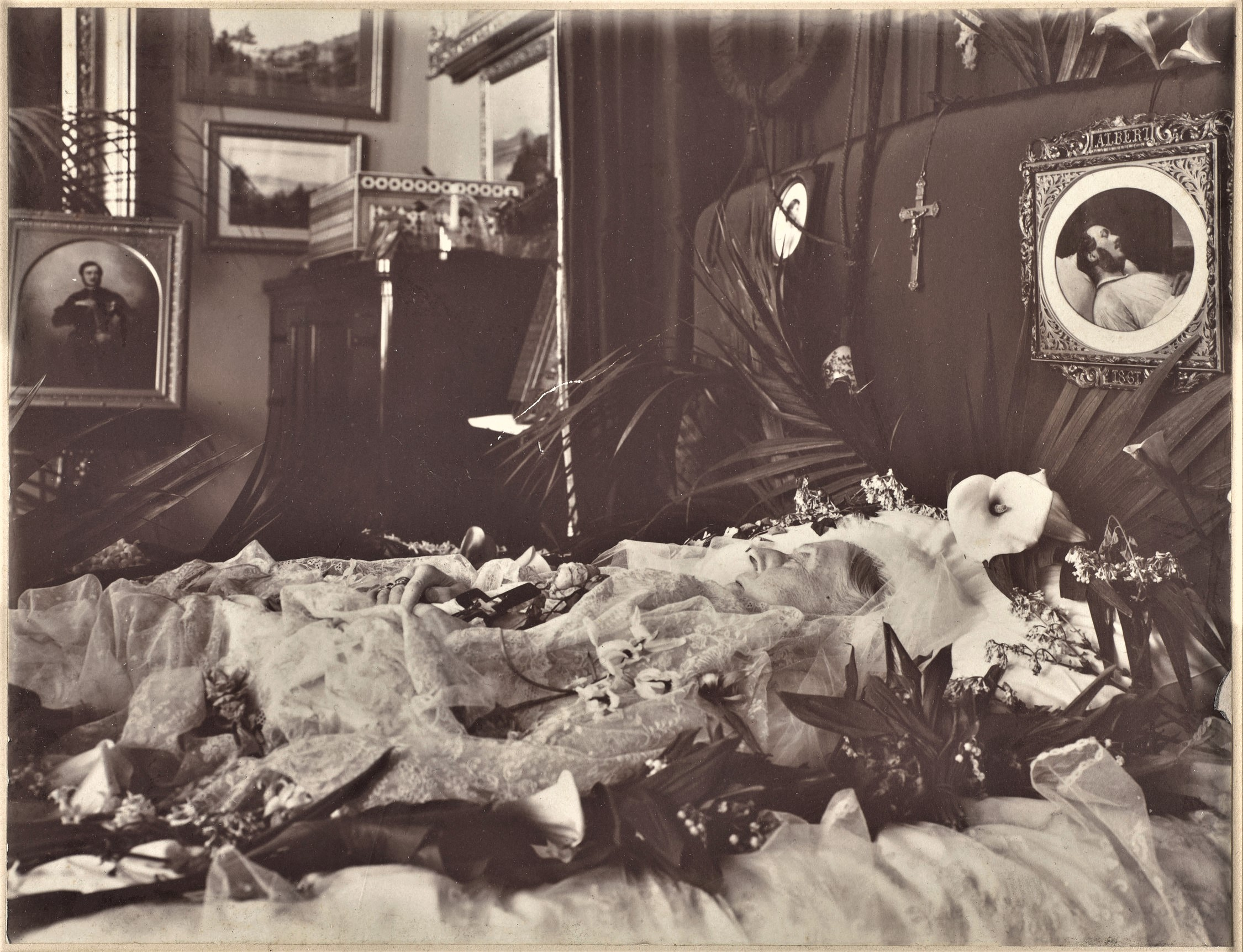
La reina Victoria en su lecho de muerte, 1901.

En 1897, Victoria había escrito instrucciones para su funeral, que debía ser militar como correspondía a la hija de un soldado y al comandante en jefe del ejército, y presentar un vestido blanco en lugar de negro. El 25 de enero, su cuerpo fue colocado en el ataúd por sus hijos Eduardo VII y el príncipe Arturo de Connaught, y su nieto, el emperador alemán Guillermo II. Estaba vestida con un vestido blanco y su velo de novia. Una serie de recuerdos que conmemoraban a su familia extendida, amigos y sirvientes fueron depositados en el ataúd con ella, a petición suya, por su médico y ayudantes. A su lado se colocó una bata que había pertenecido a su esposo Alberto, quien había muerto cuarenta años antes, junto con un molde de yeso de su mano, mientras que un mechón de cabello de John Brown, junto con una fotografía de él, se colocó en su mano izquierda oculta de la vista de la familia por un ramo de flores cuidadosamente colocado. Los artículos de joyería sepultados con Victoria incluyeron el anillo de bodas de la madre de John Brown, que este ofreció a la monarca en 1883. Su funeral se llevó a cabo el sábado 2 de febrero en la Capilla de San Jorge, en el Castillo de Windsor, y después de dos días de velatorio, fue enterrada junto al príncipe Alberto en el Mausoleo real de Frogmore en el Windsor Great Park.

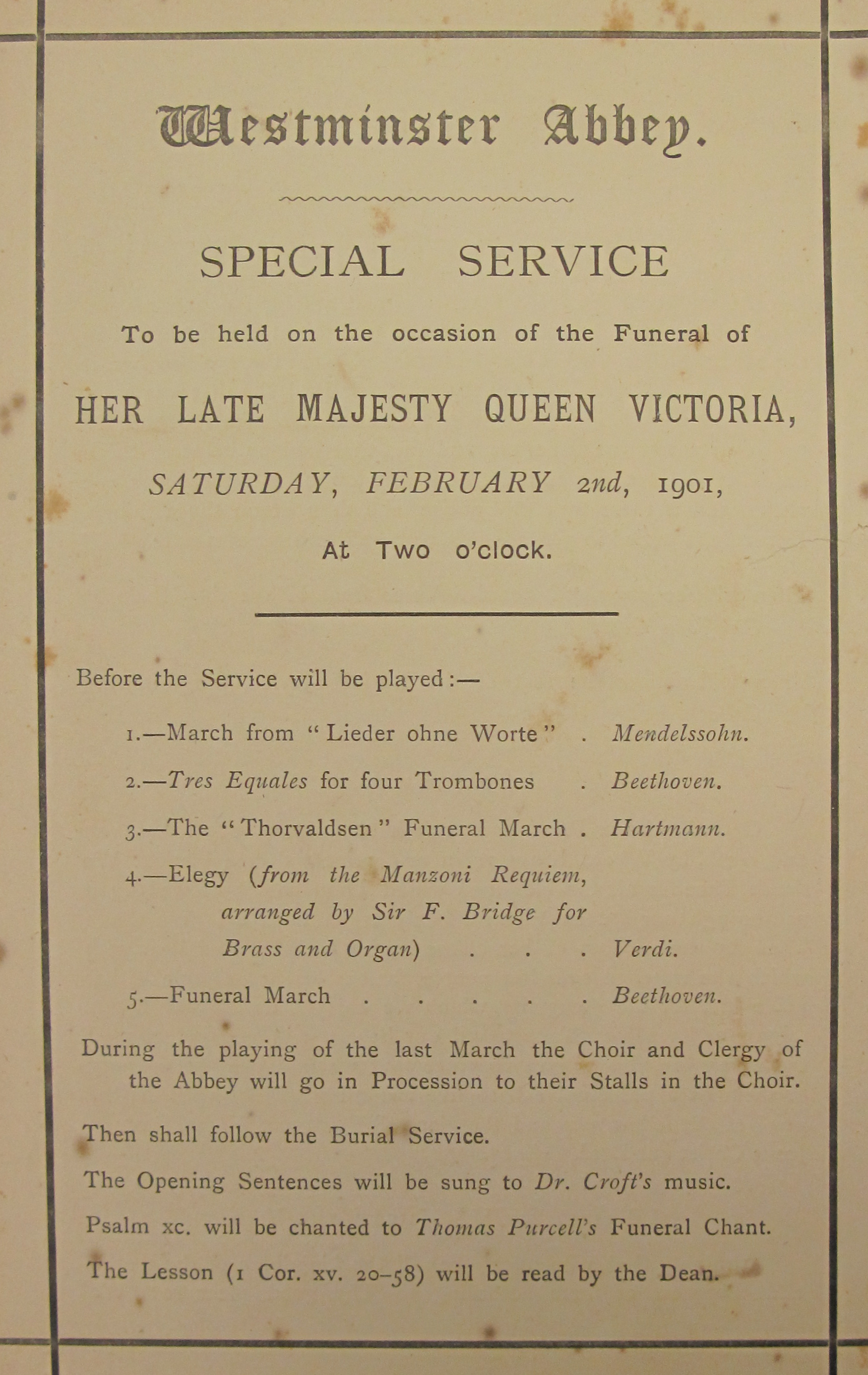
Westminster Abbey. Special Service To be held on the occasion of the Funeral of Her Late Majesty Queen Victoria, Saturday, February 2nd, 1901, At Two o'clock. («Abadía de Westminster. Servicio especial que se llevará a cabo con motivo del funeral de su difunta majestad la reina Victoria, el sábado 2 de febrero de 1901, a las dos en punto»). Orden de servicio funeral.

El funeral de estado de la reina Victoria tuvo lugar en febrero de 1901; habían pasado 64 años desde el último entierro de un monarca. Victoria dejó instrucciones estrictas con respecto al servicio y las ceremonias asociadas e instituyó una serie de cambios, varios de los cuales sentaron un precedente para los funerales de Estado (y de hecho ceremoniales) que se han llevado a cabo desde entonces. Primero, le desagradaba la preponderancia del negro fúnebre; de ahora en adelante, no habría capas, cortinas ni dosel negros, y Victoria pidió un paño mortuorio blanco para su ataúd. En segundo lugar, expresó su deseo de ser enterrada como «hija de un soldado». La procesión, por lo tanto, se convirtió en una procesión mucho más militar, en la que los pares, los consejeros privados y el poder judicial ya no participaban en masa. Los portadores del féretro eran caballerizos en lugar de duques (como había sido costumbre anteriormente) y, por primera vez, se empleó un carro de armas para transportar el ataúd. En tercer lugar, Victoria solicitó que no hubiera capillas ardientes públicas. Esto significó que el único evento en Londres en esta ocasión fue una procesión de carruajes armados de una estación de tren a otra: habiendo muerto Victoria en el Castillo de Osborne en la Isla de Wight, su cuerpo fue transportado por barco y tren a la estación Victoria, luego por el carro de armas a la estación de Paddington y luego en tren a Windsor para el servicio fúnebre.

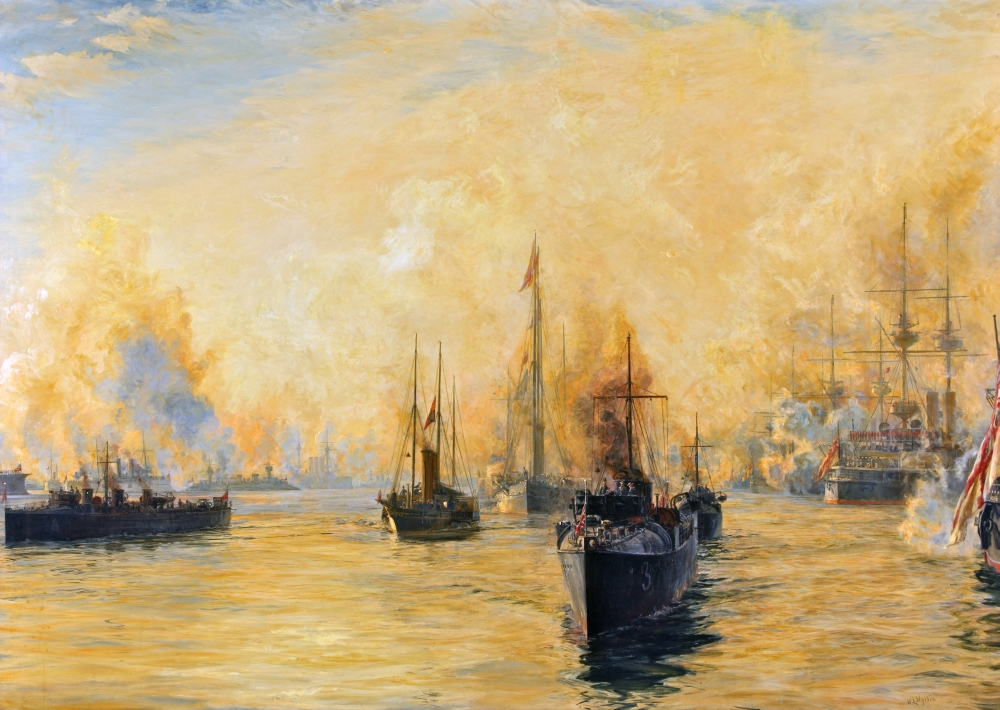
The Passing of a Great Queen; pintura de William Wyllie.

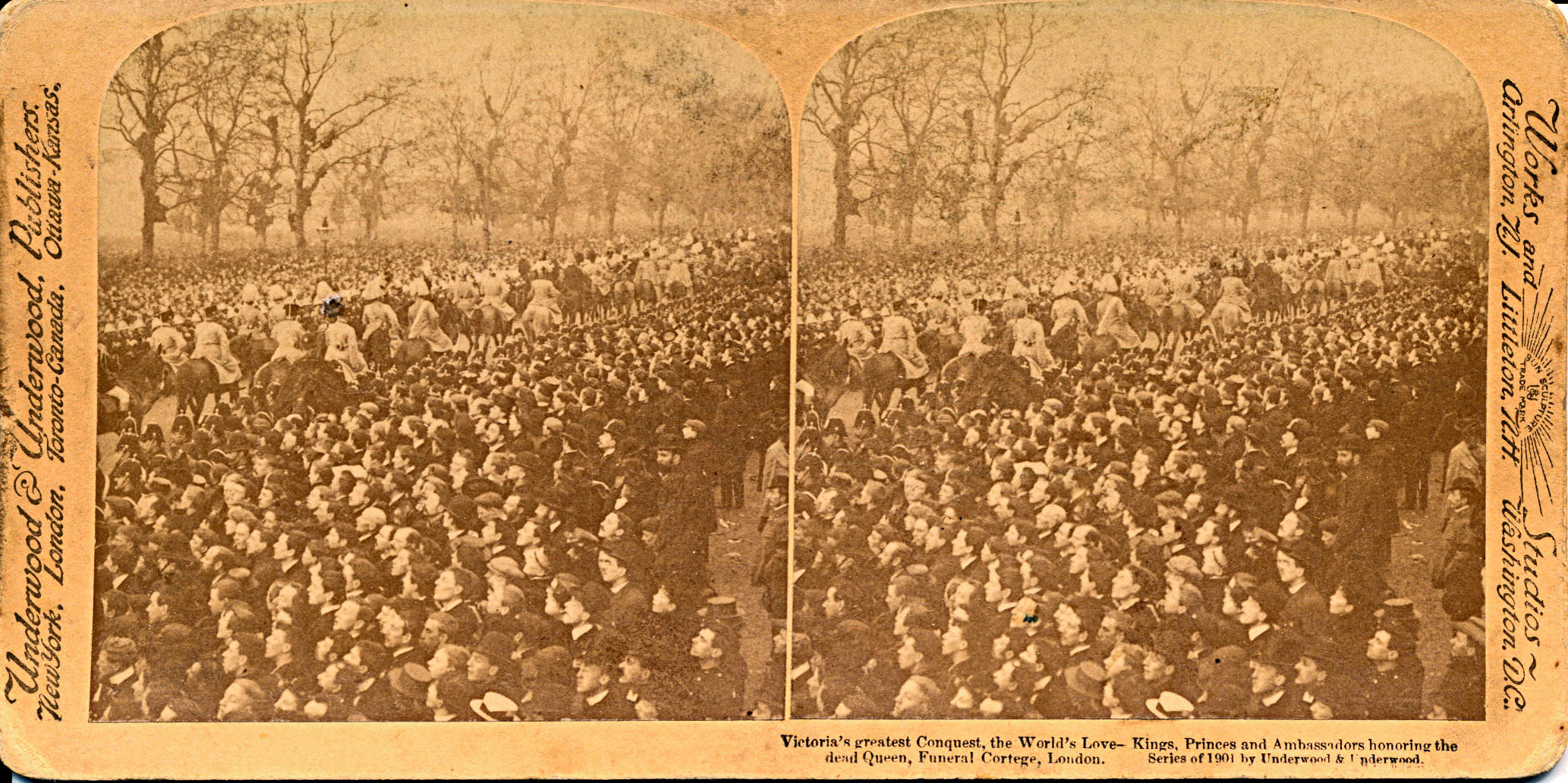
La procesión fúnebre.

La rara vista de un cortejo fúnebre estatal que viajaba en barco proporcionó un espectáculo sorprendente: el cuerpo de Victoria fue transportado a bordo del HMY Alberta desde Cowes a Gosport, seguido de un conjunto de yates que transportaban al nuevo rey, Eduardo VII, y otros dolientes. La flota reunida disparó cañones de minuto cuando el yate pasó. El cuerpo de Victoria permaneció a bordo del barco durante la noche antes de ser transportado en un carro de armas a la estación de tren de Gosport al día siguiente para el viaje en tren a Londres. Victoria rompió con la convención al tener un ataúd cubierto de blanco.
En Windsor, cuando el ataúd real estaba cargado sobre el carro de armas para la procesión y los caballos de artillería soportaron el peso, la nieta de la reina Victoria, la princesa Alicia de Albany, condesa de Athlone, dijo que el día era muy frío y que «nada en el mundo los haría avanzar». Poco después, se ordenó a un asistente de la Guardia Real del HMS Excellent que tirara del carro de armas con cuerdas, una interrupción que posteriormente se convirtió en una tradición funeraria estatal. Observó además que la Artillería Real, responsable de los caballos y el carro de armas, «estaba furiosa... humillada más allá de las palabras» por el incidente.
Los hijos de Victoria se habían casado con miembros de las grandes familias reales de Europa y asistieron varios monarcas extranjeros, incluido Guillermo II de Alemania, así como el presunto heredero al trono del Imperio austrohúngaro, el archiduque Francisco Fernando.